# Archibald Douglas, 1. Duke of Douglas
Archibald Douglas, 1. Duke of Douglas (* 1694; † 21. Juli 1761 in Queensberry House, Edinburgh) war ein schottischer Adliger.

## Leben
Archibald war ein Sohn von James Douglas, 2. Marquess of Douglas, und dessen zweiter Gemahlin Mary Kerr. Er folgte seinem Vater 1700 als Marquess of Douglas. 1703 wurde er zum Duke of Douglas erhoben. Während des Jakobitenaufstandes von 1715 stand er auf Seiten der Regierung und half bei der Unterdrückung. Er kämpfte dabei auch in der Schlacht von Sheriffmuir am 13. November 1715.
Der Duke floh nach Holland, nachdem er 1725 John Ker auf Douglas Castle unter ungeklärten Umständen zu Tode gebracht hatte. Nachdem 1755 Douglas Castle niedergebrannt war, ließ es der Duke unter der Leitung von Robert Adam wieder aufbauen. Die Baumaßnahme war allerdings beim Tode des Duke noch nicht abgeschlossen.
Da Douglas aus seiner Ehe keine Kinder hatte, erlosch die Dukedom wieder. Die älteren Titel Earl of Angus und Marquess of Douglas fielen nach jahrelangem Streit an James Douglas-Hamilton, 7. Duke of Hamilton, da Archibald in seinem Testament seinen Neffen Archibald zu seinem Erben bestimmt hatte.